# Chrysopilus basalis
Chrysopilus basalis är en tvåvingeart som beskrevs av Walker 1860. Chrysopilus basalis ingår i släktet Chrysopilus och familjen snäppflugor. Inga underarter finns listade i Catalogue of Life.